# Muzeul de Artă din Arad
Muzeul de Artă din Arad este un muzeu județean din Arad, amplasat în Str. Gheorghe Popa de Teiuș nr. 2 - 4, etaj II. 
Clădirea muzeului este monument de arhitectură (secolul al XX-lea) și cuprinde artă românească (lucrări de plastică românească din secolele XIX - XX, picturi de Theodor Aman, Nicolae Grigorescu, Corneliu Baba, Nicolae Tonitza, sculpturi de Dimitrie Paciurea, Romulus Ladea), artă universală din școlile italiană, franceză, flamando-olandeză, maghiară (pictură, tapiserie, porțelan, mobilier). A luat naștere pe baza primei expoziții arădene de pictură, organizată în 1913. Aceasta formează fondul actualei colecții de pictură europeană.
Clădirea muzeului este monument de arhitectură (secolul al XX-lea).